# Hutnik

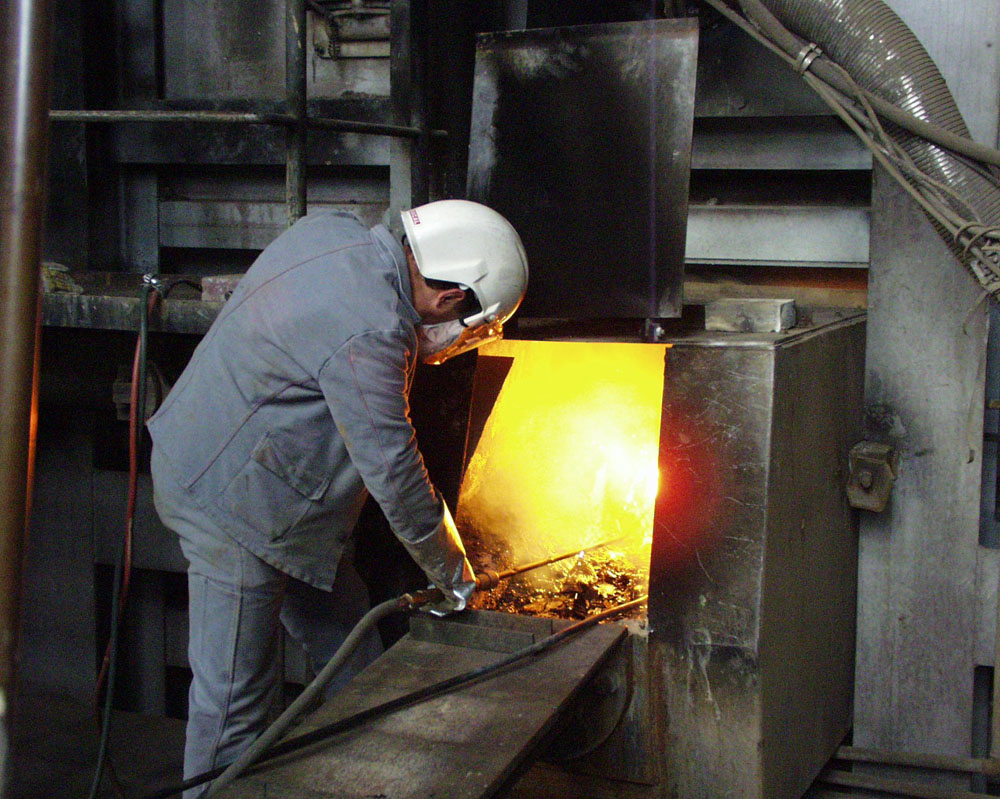
Hutnik

Hutnik – robotnik, pracownik huty zajmujący się wytopem metali lub szkła albo ich dalszą obróbką.

## Dzień Hutnika
Dzień Hutnika przypada na dzień wspomnienia w Kościele katolickim św. Floriana, patrona zawodów związanych z ogniem, w tym hutników. Dzień Hutnika został zainicjowany w 1962 przez prof. Akademii Górniczo-Hutniczej Wacława Różańskiego.